# Kuglački klub Zanatlija Virovitica
Kuglački klub "Zanatlija" (KK "Zanatlija"; K.K. "Zanatlija"; Zanatlija Virovitica; Zanatlija) je bio muški kuglački klub iz Virovitica, Virovitičko-podravska županija, Republika Hrvatska. 

## O klubu
Klub je osnovan 1953. godine pod imenom "Obrtnik", te je 1. travnja 1954. registriran pri Kuglačkom savezu Hrvatske. 1963. godine klub dobiva naziv "Zanatlija". Klub je jedan od inicijatora organiziranja prvenstava obrtničkih kuglačkih klubova Hrvatske. 
 
Osamostaljenjem Hrvatske, članovi kluba uz pomoć Grada Virovitice su uredili kuglanu u sklopu Gradskog Dvorca. 

"Zanatlija" se do sezone 2008./09. povremeno natjecao u ligama kuglačke regije "Istok", a uglavnom se ligaški natjecao u "Županijskoj kuglačkoj ligi Virovitičko.podravske županije", te na raznim drugim natjecanjima i turnirima.

## Uspjesi

### Ekipno

#### nakon 1991.
Županijska liga Virovitičko-podravska
- prvak: 2015./16.[3]

## Pregled plasmana po sezonama
| sezona    | rang lige | liga                 | dio                     | poz.      | klubova u ligi | ut        | pob       | ner       | por       | poen+     | poen-     | bod       | napomene                  | izvori    |
| Zanatlija | Zanatlija | Zanatlija            | Zanatlija               | Zanatlija | Zanatlija      | Zanatlija | Zanatlija | Zanatlija | Zanatlija | Zanatlija | Zanatlija | Zanatlija | Zanatlija                 | Zanatlija |
| --------- | --------- | -------------------- | ----------------------- | --------- | -------------- | --------- | --------- | --------- | --------- | --------- | --------- | --------- | ------------------------- | --------- |
| 2008./09. | III.      | 3. HKL - Zona Požega | Grupa A                 | 6.        | 9              | 16        | 4         | 0         | 12        | 42        | 86        | 8         | u Ligu za 7. – 12. mjesto |           |
| 2008./09. | III.      | 3. HKL - Zona Požega | Liga za 7. – 12. mjesto | 6. (12.)  | 6 (16)         | 10        | 2         | 0         | 8         | 32        | 48        | 2 (-2)    |                           |           |
|           |           |                      |                         |           |                |           |           |           |           |           |           |           |                           |           |
|           |           |                      |                         |           |                |           |           |           |           |           |           |           |                           |           |

## Unutarnje poveznice
- Virovitica

## Vanjske poveznice
- K.K. Zanatlija, facebook stranica